# Sycon yatsui
Sycon yatsui är en svampdjursart som beskrevs av Hozawa 1929. Sycon yatsui ingår i släktet Sycon och familjen Sycettidae.
Artens utbredningsområde är havet kring Japan. Inga underarter finns listade i Catalogue of Life.